# 光陰的故事 (電影)
《光陰的故事》是1982年上映的台灣電影，屬於集錦式電影，由陶德辰、楊德昌、柯一正及張毅所拍攝的四段電影（《小龍頭》、《指望》、《跳蛙》、《報上名來》）組合而成，四段故事是發生在1950年至1980年之間，不同時代不同角色的四段故事。《光陰的故事》是由中央電影事業股份有限公司所製作。而此電影是台灣新浪潮電影的代表作之一。後來在臺北金馬影展執行委員會中獲選為影史百大華語電影。

## 風格
《光陰的故事》的前二段比較沈靜、夢幻，後面二段則為較多對話的喜劇。其中，第一段《小龍頭》由陶德辰導演，描述小男生（藍聖文飾演）為了不想面對被同學霸凌的生活，躲避到他充滿恐龍玩具的世界中。第二段《指望》由楊德昌導演，其中石安妮飾演的少女小芬喜歡上在他們家租屋的一位男子，後來陷入三角戀情中。第三段《跳蛙》由柯一正導演，李國修飾演的大學生杜時聯加入了游泳隊，也面臨生活中的競爭。第四段《報上名來》由張毅導演，其中由李立群及張艾嘉飾演的新婚夫妻，剛搬到都市，但意外的被鎖在家門以外以及辦公室外，需要證明自己的身份。

### 起源
1970年代，台灣的電影業主由愛情國語的三廳電影主導，直到香港電影的引進取得了巨大的商業成功。 鑑於電影業的下滑，一些年輕知識分子，包括小野和吳念真等人被中央電影公司招募，意識到台灣電影需要創新後，中影開始招募了一群年輕導演，旨在透過打破愛情片的傳統慣例引入新的電影風格，從而改變電影格局，正是在這種背景下，《光陰的故事》在1982年餘楊德昌、柯一正和張毅三位新生代導演的參與下，共同合作構想小成本電影的拍攝，再經由明驥及小野協助後正式開始製作。電影於1982年6月1日開鏡。
英文片名《In Our Time》來自於歐內斯特·海明威的第一部作品，電影試圖透過新的方式探索台灣社會，以開放的心態面對當代現實。 另一方面，中文片名《光陰的故事》強調了電影中四個相互關聯的故事所形成的軌跡。該電影而標誌著台灣新浪潮的崛起下，在敘事和視覺美學的重大轉變，並紮根於寫實主義，著重捕捉生活的緩慢之美和生活的和諧節奏。電影則採用非傳統的敘事結構，採用了更貼近生活的節奏。
石安妮因為此電影入圍第19屆金馬獎的最佳女配角。

## 評價
電影評論家讓-米歇爾·弗羅頓（Jean-Michel Frodon）認為，《光陰的故事》是對臺灣社會不斷變化的見證，尤其是楊德昌的《期望》被視為對現代化過程的重要美學回應。
電影學者洪國鈞認為，《光陰的故事》是台灣新電影的開創性項目，並採用現實主義方法來描述台灣的現代歷史 洪國鈞以最後一個部分《報上名來》為例，強調了這部電影的目的不僅是將「現實」描繪成現實的樣子或應該是的樣子，還要將其作為創造和表現的產物。在這裡，「現實」不再像以前的電影運動「健康寫實電影」中一樣被描繪成靜態，而是作為一組動態條件的集合，其中電影起著至關重要且積極的作用。

## 外部連結
- 《光陰的故事》| 1982 | 台灣 | 楊德昌/張毅/柯一正/陶德辰 （页面存档备份，存于）
- 互联网电影数据库（IMDb）上《光陰的故事》的资料（英文）
- AllMovie上《光陰的故事》的资料（英文）
- 爛番茄上《Guang yin de gu shi》的資料（英文）
- 開眼電影網上《光陰的故事》的資料（繁體中文）